# Fadel Fadel
Fadel Fadel (Sumidouro-RJ, 6 de outubro de 1914 – Rio de Janeiro-RJ, 23 de setembro de 1969) foi presidente do Clube de Regatas do Flamengo. O Parque Aquático Fadel Fadel, localizado na Sede Social do Clube, na Gávea é nomeado em sua homenagem.

## Biografia
Nascido em Sumidouro, no estado do Rio de Janeiro, descendente de libaneses, Fadel Fadel fazia parte dos quadros políticos do clube (era considerado o braço direito do Gilberto Cardoso), quando foi eleito presidente do Clube de Regatas do Flamengo em 1962, deixando o cargo em 1965. Durante sua gestão, inaugurou a piscina olímpica do clube em 1963, montando o melhor parque aquático do Rio de Janeiro, na época. 
Durante sua gestão, o Flamengo conquistou o Campeonato Carioca de Futebol em 1963 e em 1965. Foi durante a sua gestão, também, que o clube comprou a Mansão de São Conrado (que mais tarde ficaria conhecida como Mansão Fadel Fadel), que serviu de concentração para os atletas de futebol durante muito tempo.
Faleceu em 23 de setembro de 1969 no Rio de Janeiro.

## Homenagens
- Existe uma rua, na cidade do Rio de Janeiro, localizada no bairro do Leblon, chamada Rua Fadel Fadel em sua homenagem.[8][9]